# Karang Caya (Pendopo)
Karang Caya is een bestuurslaag in het regentschap Empat Lawang van de provincie Zuid-Sumatra, Indonesië. Karang Caya telt 1045 inwoners (volkstelling 2010).